# Nicholas McGegan
Nicholas McGegan (ur. 14 stycznia 1950 w Sawbridgeworth) – brytyjski flecista, klawesynista i dyrygent.

## Życiorys
Ukończył Trinity College of Music w Londynie (1968), gdzie uczył się gry na flecie i fortepianie. Następnie odbył studia w zakresie muzyki barokowej, zdobywając stopień Bachelor of Arts na Cambridge University (1972) i Master of Arts na Oxford University (1976). W londyńskiej Royal College of Music prowadził lekcje gry na flecie barokowym (1973–1979) i historii muzyki (1975–1979), w latach 1976–1980 kierował także wydziałem muzyki dawnej. Od 1979 do 1984 roku był artystą rezydentem na Washington University in St. Louis. W 1985 roku został dyrektorem Philharmonia Baroque Orchestra w San Francisco, a w 1991 roku dyrektorem artystycznym Händelfeste w Getyndze. Od 1993 do 1995 roku był pierwszym dyrygentem Drottningholms slottsteater w Sztokholmie.
Specjalizuje się w wykonawstwie muzyki XVII- i XVIII-wiecznej, wystawił opery Claudio Monteverdiego, Stefano Landiego, W.A. Mozarta i G.F. Händla. Dla wytwórni Harmonia Mundi dokonał nagrania oper Händla Radamisto i Ottone, Rè di Germania wraz z Barockorchester Freiburg. Współpracował też z węgierskim zespołem barokowym Capella Savaria.
Oficer Orderu Imperium Brytyjskiego (2010).